# Список смоленских наместников
Список смоленских наместников — включает в себя людей, управлявших Смоленской губернией и областью от первого упоминания города до наших дней.

## Смоленское великое княжество
| Время правления | Имя правителя                 | Статус правителя |
| --------------- | ----------------------------- | ---------------- |
| 987—1015        | Станислав Владимирович        | князь            |
| 1015—1054       | НЕИЗВЕСТНО                    |                  |
| 1054-1057       | Вячеслав Ярославич            | князь            |
| 1057-1060       | Игорь Ярославич               | князь            |
| 1070-1072       | Владимир Всеволодович Мономах | князь            |
| 1072-1077       | НЕИЗВЕСТНО                    |                  |
| 1077-1087       | Владимир Всеволодович Мономах | князь            |
| 1087-1093       | Давыд Святославич             | князь            |
| 1093-1093       | Изяслав Владимирович          | князь            |
| 1093-1093       | Давыд Святославич             | князь            |
| 1093-1095       | Мстислав Владимирович         | князь            |
| 1095-1101       | НЕИЗВЕСТНО                    |                  |
| 1101-1107       | Ярополк Владимирович          | князь            |
| 1107-….         | Вячеслав Владимирович         | князь            |
| ….-1113         | Святослав Владимирович        | князь            |
| 1113-1118       | Глеб Владимирович             | князь            |
| 1118-1125       | Вячеслав Владимирович         | князь            |
| 1125-1159       | Ростислав Мстиславич          | князь            |
| 1159-1171       | Роман Ростиславич             | князь            |
| 1171-1172       | Ярополк Романович             | князь            |
| 1172-1174       | Роман Ростиславич             | князь            |
| 1174-1175       | Ярополк Романович             | князь            |
| 1175-1176       | Мстислав Ростиславич Храбрый  | князь            |
| 1176-1180       | Роман Ростиславич             | князь            |
| 1180-1197       | Давыд Ростиславич             | князь            |
| 1197-1213       | Мстислав Романович Старый     | князь            |
| 1213-1219       | Владимир Рюрикович            | князь            |
| 1219-1230       | Мстислав Давыдович            | князь            |
| 1230-1232       | НЕИЗВЕСТНО                    |                  |
| 1232-1239       | Святослав Мстиславич          | князь            |
| 1239-1239       | Ростислав Мстиславич          | князь            |
| 1239-1249       | Всеволод Мстиславич           | князь            |
| 1249-1278       | Глеб Ростиславич              | князь            |
| 1278-1279       | Михаил Ростиславич            | князь            |
| 1279-1297       | Фёдор Ростиславич             | князь            |
| 1297-1313       | Александр Глебович            | князь            |
| 1313-1359       | Иван Александрович            | князь            |
| 1359-1386       | Святослав Иванович            | князь            |
| 1386-1392       | Юрий Святославич              | князь            |
| 1392-1395       | Глеб Святославич              | князь            |

## Великое Княжество Литовское
| Время правления | Имя правителя               | Статус правителя |
| --------------- | --------------------------- | ---------------- |
| ….-….           | Александр Святославич Дашек | князь            |
| ….-….           | Василий Святославич         | князь            |
| ….-1440         | Андрей Сакович              | наместник        |
| ….-1482         | НЕИЗВЕСТНО                  |                  |
| 1482-1486       | Миколай Радзивилович        | наместник        |
| 1486-1490       | Ильинич, Иван               | наместник        |
| 1490-1499       | Глебович, Юрий              | наместник        |
| 1499-1500       | Ильинич, Николай Иванович   | наместник        |
| 1500-1503       | Кишка, Станислав Петрович   | наместник        |
| 1503-1507       | Сологуб, Юрий Андреевич     | наместник        |
| 1507-1508       | Зенович, Юрий Иванович      | наместник        |

## Смоленский уезд
| Время правления | Имя правителя                                       | Статус правителя |
| --------------- | --------------------------------------------------- | ---------------- |
| 1514-1517       | Шуйский, Василий Васильевич                         | воевода          |
| 1517-1518       | Борис Иванович Горбатый-Шуйский                     | воевода          |
| 1518-1520       | НЕИЗВЕСТНО                                          |                  |
| 1520-1523       | Шуйский, Иван Васильевич                            | воевода          |
| 1523-1525       | Микулинский, Василий Андреевич                      | воевода          |
| 1526-1527       | Щетина, Иван Иванович                               | воевода          |
| 1527-1530       | Пронский, Юрий Дмитриевич                           | воевода          |
| 1531-1533       | Хохолков, Александр Андреевич                       | воевода          |
| 1534-….         | Оболенский, Никита Васильевич Хромой                | воевода          |
| ….-1547         | НЕИЗВЕСТНО                                          |                  |
| 1547-….         | Средний, Иван Петрович                              | воевода          |
| 1552-….         | Звенигородский, Иван (воевода)                      | воевода          |
| 1555-1556       | Мещерский, Юрий Григорьевич                         | воевода          |
| 1556-….         | Алексей Юрьевич                                     | воевода          |
| ….-….           | Туренин, Самсон Иванович                            | воевода          |
| ….-….           | Оболенский, Никита Иванович                         | воевода          |
| ….-….           | Шуйский, Иван Андреевич                             | воевода          |
| 1576-1577       | Мезецкий, Семён Михайлович                          | воевода          |
| 1577-1579       | Котырев-Ростовский, Михаил Петрович                 | воевода          |
| 1579-….         | Курлятев, Иван Константинович Большой               | воевода          |
| ….-….           | Шуйский, Андрей Иванович                            | воевода          |
| 1583-….         | Мосальский, Фёдор Алексеевич (Гладыш)               | воевода          |
| 1584-1587       | Звенигородский, Андрей Дмитриевич                   | воевода          |
| 1587-1596       | НЕИЗВЕСТНО                                          |                  |
| 1596-1602       | Василий Васильевич Голицын                          | воевода          |
| 1602-1602       | Никита Трубецкой                                    | воевода          |
| 1602-1603       | Вельяминов, Григорий Игнатьевич                     | воевода          |
| 1603-1605       | Черкасский, Василий Кордунакович (Казыкордунакович) | воевода          |
| 1605-….         | Ромодановский, Иван Петрович                        | воевода          |
| ….-….           | Иван Андреевич Хованский                            | воевода          |
| 1608-1611       | Михаил Борисович Шеин и Горчаков, Пётр Иванович     | воевода          |

## Смоленское воеводство (Польша)
| Время правления | Имя правителя             | Статус правителя |
| --------------- | ------------------------- | ---------------- |
| 1611-1621       | Глебович, Миколай Янович  | воевода          |
| 1621-1621       | Филон Кмита               | воевода          |
| 1621-1621       | Сапега, Анджей            | воевода          |
| 1621-1625       | НЕИЗВЕСТНО                |                  |
| 1625-1639       | Госевски, Александр       | воевода          |
| 1639-1643       | Госевский, Кшиштоф        | воевода          |
| 1643-1653       | Глебович, Юрий Миколаевич | воевода          |
| 1653-1653       | Сапега, Павел Ян          | воевода          |
| 1653-1654       | Обухович, Филипп Казимир  | воевода          |

## Смоленское воеводство (Россия)
| Время правления | Имя правителя                          | Статус правителя |
| --------------- | -------------------------------------- | ---------------- |
| 1654-1655       | Пушкин, Степан Гаврилович              | воевода          |
| 1655-1655       | Щербатов, Осип Иванович                | воевода          |
| 1655-1656       | Еропкин, Иван Федорович                | воевода          |
| 1656-1656       | Тимашев, Нефталим Венедиктович         | воевода          |
| 1656-1658       | Репнин-Оболенский, Борис Александрович | воевода          |
| 1658-1659       | Долгоруков, Пётр Алексеевич            | воевода          |
| 1659-1663       | НЕИЗВЕСТНО                             |                  |
| 1663-1665       | Репнин, Иван Борисович                 | воевода          |
| 1665-1668       | НЕИЗВЕСТНО                             |                  |
| 1668-1669       | Долгоруков, Пётр Алексеевич            | воевода          |
| 1669-1670       | НЕИЗВЕСТНО                             |                  |
| 1670-1671       | Хованский, Иван Андреевич (Тараруй)    | воевода          |
| 1671-1674       | НЕИЗВЕСТНО                             |                  |
| 1674-1675       | Голицын, Михаил Андреевич              | воевода          |
| 1675-16..       | Яковлев, Кирилл Аристархович           |                  |
| 16..-1680       | НЕИЗВЕСТНО                             |                  |
| 1680-1681       | Троекуров, Иван Федорович              | воевода          |
| 1681—1687       | НЕИЗВЕСТНО                             |                  |
| 1688—1694       | Мусин-Пушкин, Иван Алексеевич          | воевода          |
| 1694—1696       | Долгоруков, Борис Фёдорович            | воевода          |
| 16..—16..       | Шереметев, Владимир Петрович           | воевода          |
| 1698—1705       | Салтыков, Пётр Самойлович              | воевода          |

## Смоленская губерния
| Время правления | Имя правителя                       | Статус правителя        | Подчинение                           |
| --------------- | ----------------------------------- | ----------------------- | ------------------------------------ |
| 1705—17..       | Салтыков, Петр Самойлович           | губернатор              | Смоленская губерния                  |
| 1710—1713       | Згирский Кшиштоф                    | воевода Смоленский      | Смоленская губерния                  |
| 1713—1713       | Долгоруков, Алексей Григорьевич     | губернатор              | Смоленская губерния                  |
| 1717—1726       |                                     |                         | В составе Рижской губернии (Россия)  |
| 1726—1727       | Дю-Прей, Иван Яковлевич             | генерал-губернатор      | В составе Смоленской губернии        |
| 1727—1732       | Панин, Алексей Иванович             | генерал-губернатор      | В составе Смоленской губернии        |
| 1728—1730       | Дю-Прей, Иван Яковлевич             | губернатор              | В составе Смоленской губернии        |
| 1730—1730       | Тараканов, Алексей Иванович         | губернатор              | В составе Смоленской губернии        |
| 1730—1731       | Мусин-Пушкин, Платон Иванович       | губернатор              | В составе Смоленской губернии        |
| 1732—1733       | Черкасский, Александр Андреевич     | губернатор              | В составе Смоленской губернии        |
| 1734—1756       | Бутурлин, Александр Борисович       | генерал-губернатор      | В составе Смоленской губернии        |
| 1738—1740       | Шамордин, Авраам                    | губернатор              | В составе Смоленской губернии        |
| 1740—1741       | Оболенский, Алексей Андреевич       | губернатор              | В составе Смоленской губернии        |
| 1741—1742       | Баскаков, Алексей Петрович          | губернатор              | В составе Смоленской губернии        |
| 1742—1752       | Философов, Михаил Иванович          | губернатор              | В составе Смоленской губернии        |
| 1753—1761       | Оболенский-Белый, Василий Елисеевич | губернатор              | В составе Смоленской губернии        |
| 1764-1767       | Козловский, Михаил Семенович        | губернатор              | В составе Смоленской губернии        |
| 1767-1775       | Текутьев, Тимофей Петрович          | губернатор              | В составе Смоленской губернии        |
| …-…             | Фермор, Виллим Виллимович           | генерал-губернатор      | В составе Смоленской губернии        |
| 1775-1776       | Глебов, Александр Иванович          | генерал-губернатор      | В составе Смоленской губернии        |
| 1775-1776       | Глебов, Александр Иванович          | наместник               | В составе Смоленского наместничества |
| 1777-1778       | Дмитриев-Мамонов, Матвей Васильевич | губернатор              | В составе Смоленского наместничества |
| 1778-1779       | Щербинин, Евдоким Алексеевич        | генерал-губернатор      | В составе Смоленского наместничества |
| 1778-1781       | Колюбакин, Сергей Иванович          | губернатор              | В составе Смоленского наместничества |
| 1779-1784       | Репнин, Николай Васильевич          |                         | В составе Смоленского наместничества |
| 1779-1781       | Храповицкий, Платон Юрьевич         | предводитель дворянства | В составе Смоленского наместничества |
| 1780-1780       | Волков, Дмитрий Васильевич          | генерал-губернатор      | В составе Смоленского наместничества |
| 1781-1786       | Храповицкий, Платон Юрьевич         | губернатор              | В составе Смоленского наместничества |
| 1781-1782       | Грибоедов, Пётр Андреевич           | предводитель дворянства | В составе Смоленского наместничества |
| 1782-1786       | Грибоедов, Фёдор Александрович      | предводитель дворянства | В составе Смоленского наместничества |
| 1786-1790       | Аршеневский, Николай Яковлевич      | губернатор              | В составе Смоленского наместничества |
| 1786-1787       | Храповицкий, Степан Юрьевич         | предводитель дворянства | В составе Смоленского наместничества |
| 1788-1793       | Гринев, Александр Иванович          | предводитель дворянства | В составе Смоленского наместничества |
| 1790-1797       | Аршеневский, Пётр Исаевич           | губернатор              | В составе Смоленского наместничества |
| 1792-1793       | Игельстром, Иосиф Андреевич         | генерал-губернатор      | В составе Смоленского наместничества |
| 1794-1796       | Осипов, Григорий Михайлович         | генерал-губернатор      | В составе Смоленского наместничества |
| 1794-1795       | Потёмкин, Николай Богданович        | предводитель дворянства | В составе Смоленского наместничества |
| 1797-1797       | Аксаков, Николай Иванович           | губернатор              | В составе Смоленского наместничества |
| 1797-1800       | Тредьяковский, Лев Васильевич       | губернатор              | В составе Смоленского наместничества |